# Staurocladia schizogena
Staurocladia schizogena is een hydroïdpoliep uit de familie Cladonematidae. De poliep komt uit het geslacht Staurocladia. Staurocladia schizogena werd in 1978 voor het eerst wetenschappelijk beschreven door Bouillon. 